# Jonang Chogle Namgyel
| Tibetische Bezeichnung                                              |
| ------------------------------------------------------------------- |
| Wylie-Transliteration: jo nang phyogs las rnam rgyal                |
| Andere Schreibweisen: Jonang Chogle Namgyal; Jonang Chokley Namgyal |
| Chinesische Bezeichnung                                             |
| Vereinfacht: 觉囊•乔列南杰                                          |
| Pinyin:Juenang Qiaolie Nanjie                                       |

Jonang Chogle Namgyel (tib. jo nang phyogs las rnam rgyal; geb. 1306; gest. 1386) war ein bedeutender Vertreter der Jonang-Schule des tibetischen Buddhismus. Er war ein Schüler Dölpopas und einer der Lehrer Tsongkhapas (1357–1419) und ein Vertreter der Lehre vom Shentong (tib. gzhan stong), einer Lehre zur Leerheit.
Er war einer der Linienhalter der Jonangpa-Kalachakra-Übertragungslinie.
Falschen Angaben von namhaften tibetischen Gelehrten zufolge – wie Sumpa Khenpo Yeshe Peljor (1704–1787 oder 1788) in seinem Pagsam Jonsang (tib. Dpag bsam ljon bzang) und Desi Sanggye Gyatsho (1653–1705) in seinem Gelben Beryll (tibetisch/Sanskrit Vaidurya ser po, einer Geschichte der Gelug-Schule) – soll Je Tsongkhapa (1357–1419) von Bodong Chogle Namgyel (bo dong phyogs las rnam rgyal; 1376–1451) die Lehren des Sechsgliedrigen Yoga (Skt. Sadanga Yoga) des Kalachakra-Tantra statt (richtigerweise) von Jonang Chogle Namgyel erhalten haben.

„This misunderstanding developed amongst the later Tibetan scholars, especially Gelukpa scholars, who branded Bodong Chokley Namgyal and his tradition holders as adherents of the doctrine of “emptiness of the other” where the chief proponents of which were the Jonang tradition holders. (During the time of the 5th Dalai Lama the doctrine of “emptiness of other” was not in favour and it was banned in the central Tibet.)“

## Werke
Die Bände 14 bis 15 der Buchreihe Phyag bris gces btus enthalten Schriften von Jonang Chogle Namgyel (Eine Sammlung von annotierten Kommentaren zum Kālacakra-Tantra mit Schriften von Künpang Thugje Tsöndrü, Jonang Chogle Namgyel, Butön Rinchen Drub und Dölpo Sherab Gyeltshen bilden in dieser Reihe die Bände 11 bis 17: Dus 'khor ’grel mchan phyogs bsgrigs. Krung go bod rig pa dpe skrun khang, ISBN 978-7-80057-848-9.)